# 14a edició dels Premis Sant Jordi de Cinematografia
La 14a edició dels Premis Sant Jordi de Cinematografia (aleshores oficialment Premios San Jorge) va tenir lloc el 23 d'abril de 1970, patrocinada pel "Cine Forum" de RNE a Barcelona dirigit per Esteve Bassols Montserrat i Jordi Torras i Comamala. La llista de guardonats es va fer pública el 4 d'abril. L'entrega va tenir lloc als Estudis de Miramar de TVE Catalunya i fou presentada per José Luis Barcelona. Hi van estar presents Jorge Arandes, director de RNE i TVE a Barcelona, Blanca Álvarez, directora de programes infantils i juvenils de TVE, Ramon Solanes, cap de programes de TVE a Barcelona, el director Francesc Rovira Beleta i els actors i actrius Irene Gutiérrez Caba, Mary Carrillo, Albert Closas i José Martín.

## Premis Sant Jordi
| Categoria                         | Premiat                 | Labor premiada                                                    |
| --------------------------------- | ----------------------- | ----------------------------------------------------------------- |
| Millor pel·lícula espanyola       | Tristana                | Pel·lícula                                                        |
| Millor pel·lícula estrenada       | Ma nuit chez Maud       | Éric Rohmer                                                       |
| Millor interpretació espanyola    | Fernando Rey            | Tristana                                                          |
| Millor interpretació              | Ron Moody               | Oliver!                                                           |
| Millor curtmetratge               | Pas de deux             | Norman McLaren                                                    |
| Millor pel·lícula infantil        | El oso Ben              | James Neilson                                                     |
| Millor sala de Barcelona          | Cine Montecarlo         | -                                                                 |
| Millor Cine Club de Catalunya     | Cine Club Vilafranca    | -                                                                 |
| Millor sala especial de Barcelona | Cine Alexis             | -                                                                 |
| Premi Especial del Jurat          | Antonio Isasi-Isasmendi | Per la seva contribució al desenvolupament del cinema a Barcelona |